# Cinquième législature d'Andorre
La cinquième législature après la constitution du Conseil général d'Andorre s'est ouverte en 2009 et s'est terminée en 2011.

## Composition de l'exécutif
- Syndic général : Josep Dallerès Codina
- Sous-syndic : Esteve López Montanya

## Composition du conseil général
| Parti | Parti               | Membres |
| ----- | ------------------- | ------- |
|       | Coalició Reformista | 11      |
|       | social-démocrate    | 14      |
|       | Andorra pel canvi   | 3       |
| Total | Total               | 28      |

## Liste des conseillers généraux de 2009-2011

### Circonscriptions paroissiales

#### Canillo
Haut de page

#### Encamp
Haut de page

#### Ordino
Haut de page

#### La Massana
Haut de page

#### Andorre-la-Vieille
Haut de page

#### Sant Julià de Lòria
Haut de page

#### Escaldes-Engordany
Haut de page

### Circonscription nationale
Haut de page